# Apollo 10
Apollo 10 foi a quarta missão tripulada do Programa Apollo e a segunda a ir à Lua, onde testou o Módulo Lunar em órbita do satélite, chegando a sobrevoar a superfície a 15 km de altura, numa preparação para o voo da Apollo 11, a missão seguinte, que pousaria na Lua pela primeira vez dois meses depois.
Apesar de ter uma menor importância histórica quando comparada às missões seguintes, a Apollo 10 foi uma missão fundamental para o Programa, pois deu segurança aos astronautas, cientistas, técnicos e aos diretores da NASA sobre o equipamento desenvolvido e utilizado, permitindo uma maior tranquilidade quanto ao sucesso do objetivo final, a exploração da Lua.
De seus três tripulantes, Thomas Stafford, John Young e Eugene Cernan, dois deles, Young e Cernan, comandariam missões posteriores que pousariam na Lua, as Apollo 16 e 17. Stafford foi o comandante americano da missão conjunta Apollo–Soyuz.

## Tripulação

### Principal
| Posição                     | Astronauta         |
| --------------------------- | ------------------ |
| Comandante                  | Thomas P. Stafford |
| Piloto do Módulo de Comando | John W. Young      |
| Piloto do Módulo Lunar      | Eugene A. Cernan   |

### Reserva
| Posição                     | Astronauta           |
| --------------------------- | -------------------- |
| Comandante                  | L. Gordon Cooper Jr. |
| Piloto do Módulo de Comando | Donn F. Eisele       |
| Piloto do Módulo Lunar      | Edgar D. Mitchell    |

## Missão

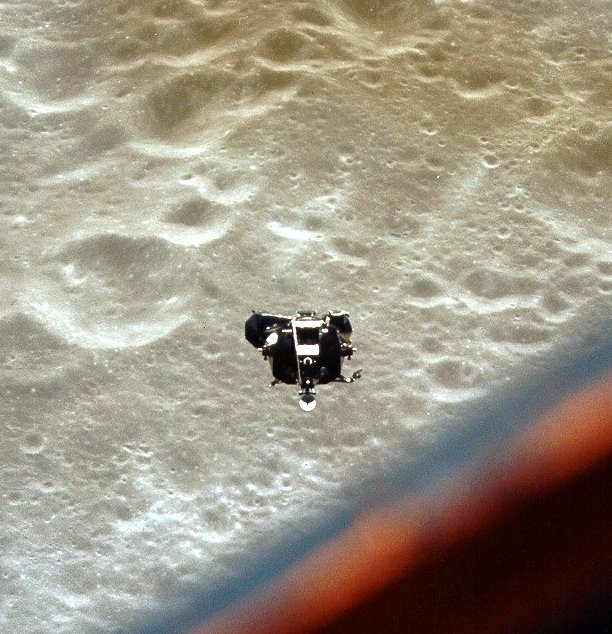
O módulo lunar Snoopy subindo da Lua, fotografado do Charlie Brown.

Ao contrário da missão anterior para a Lua, a Apollo 8, esta missão carregava um Módulo Lunar completamente funcional ("Snoopy"). A missão testou os motores do ML em procedimentos de descida e subida, sem no entanto pousar no solo lunar, realizando os mesmos procedimentos, tanto no espaço quanto no controle da missão em Terra, que seriam utilizados na missão seguinte, tendo como única diferença os 15 km que separaram a Apollo 10 de uma alunissagem bem sucedida.
Durante seus testes lunares, a espaçonave sobrevoou o Mar da Tranquilidade, local de pouso da Apollo 11 na missão seguinte. No retorno à Terra, em 26 de maio de 1969, quebrou o recorde de velocidade no espaço por uma nave tripulada, mantido até hoje, ao atingir os 39 897 km/h, segundo o livro Guiness Book of Records. A missão também conseguiu outro feito, ao ser a primeira a ser transmitida para o mundo todo em cores e ao vivo.

## Insígnia
O emblema em forma de escudo da missão, mostra um grande numeral romano tridimensional, apoiado na superfície lunar. Apesar da missão não ter pousado na Lua, a proeminência do número mostra a importância fundamental que teve para o Programa Apollo. Um módulo de comando trespassa o número enquanto um módulo lunar ascende até ele vindo da superfície da Lua, com a Terra sendo vista no fundo.
Apesar de não fazer parte da insígnia oficial, devido a seus nomes serem usados apenas como sinais de chamada do MC e do ML, os personagens da série de quadrinhos Peanuts, Charlie Brown e Snoopy, foram tidos como mascotes semi-oficiais do voo e da tripulação. O próprio criador da série,Charles Schulz, fez algum material de desenho para a NASA relacionado com a missão.